# Ali Karimi (labdarúgó, 1978)
Mohammad-Ali Karimi Pásáki (perzsául: محمدعلی کریمی پاشاکی; Karadzs, 1978. november 8. –) iráni labdarúgó-középpályás.